# گمینا نوووگارد
گمینا نوووگارد (به لهستانی:  Gmina Nowogard) یک گمینا در لهستان است که در شهرستان گولنگوف واقع شده‌است. گمینا نوووگارد ۳۳۸٫۶۶ کیلومتر مربع مساحت و ۲۴٬۵۱۰ نفر جمعیت دارد.